# 伊勢崎賢治
伊勢崎 賢治（いせざき けんじ、1957年7月6日 - ）は、日本の政治家、平和学研究者。れいわ新選組所属の参議院議員（1期）。同党参議院国会対策委員長。東京外国語大学名誉教授、自衛隊を活かす:21世紀の憲法と防衛を考える会呼びかけ人。
笹川平和財団主任研究員、国際連合東ティモール暫定行政機構上級民政官、国際連合事務総長元上級顧問などを歴任。

## 略歴
- 1957年、東京都で生まれる[3]。
- 1976年3月 - 東京都立立川高等学校卒業。
- 1980年3月 - 早稲田大学理工学部建築学科卒業、早稲田大学大学院理工学研究科入学。専攻は都市計画[1]。
- 1982年 - ボンベイ大学大学院社会科学研究科に留学。専攻はソーシャルワーク[1]。
- 1984年6月 - ボンベイ大学大学院社会科学研究科博士前期課程修了（後期中退）。インドの世界最大規模のスラムに住み込み、コミュニティー・オーガナイザーとして活動[1]。
- 1986年3月 - 早稲田大学大学院理工学研究科都市計画専攻修了。
- 1987年 - ボンベイ市公安局から国外退去命令を受け帰国[1]。
- 1988年から1997年 - 国際NGO「プラン・インターナショナル」に就職。シエラレオネ、ケニア、エチオピアに赴任し、農村総合開発を指揮する[1]。
- 1997年 - プラン・インターナショナルの日本事務局である日本フォスター・プラン協会で国際援助部長として予算管理、広報戦略を担当する[1]。
- 1998年 - 財団法人笹川平和財団に転職。調査役・主任研究員として中東和平に関わる[1]。
- 1999年7月から2000年2月 - 国際連合平和維持局ニューヨーク本部主催DDR特別運営委員会日本政府代表。
- 同年3月から2001年5月 - 国際連合東ティモール暫定行政機構上級民政官として、同国コバリマ県の県政を指揮[1]。
- 2001年6月から2002年3月 - 国際連合シエラレオネ派遣団、国際連合事務総長副特別代表上級顧問兼武装解除・動員解除・社会復帰（DDR）部長として、内戦後のシエラレオネでDDRを指揮する[1]。
- 2002年4月から2006年3月 - 立教大学大学院21世紀社会デザイン研究科教授[1]。
- 2003年2月から2005年7月 - 日本主導で行われたアフガニスタンでの軍閥・武装勢力の武装解除を指揮[1]。
- 2006年4月から2009年3月 - 東京外国語大学大学院地域文化研究科平和構築・紛争予防学講座（PCS）教授。
- 2007年 - 衆議院「テロ防止・イラク支援特別委員会」に参考人として招致される[1]。
- 2009年 -  「アフガニスタンの和解と平和に関する円卓会議」11.23東京会議を主催[1]。
- 2009年4月から2023年3月 - 東京外国語大学大学院総合国際学研究科国際協力専攻平和構築・紛争予防専修コース（PCS）教授。
- 2024年の第50回衆議院議員総選挙では、れいわ新選組から比例東京ブロックで単独で立候補したが落選[2]。れいわ新選組の政策委員を務め、2025年2月9日のNHKの日曜討論に政策委員(外交・安全保障担当)として出演[4][2]。
- 2025年6月23日、れいわ新選組は7月の第27回参議院議員通常選挙において伊勢崎を比例代表特定枠で擁立すると発表した[5]。7月20日の投開票の結果、当選を果たした[6]。8月6日、党参議院国会対策委員長に就任[7]。

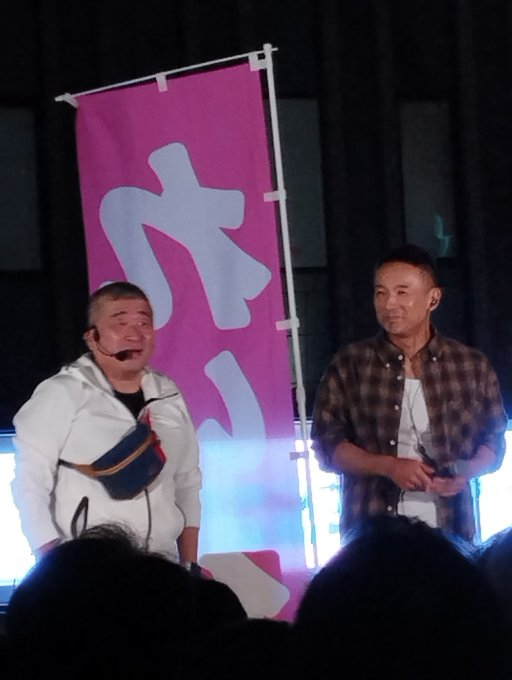
2024年10月17日、立川駅北口でれいわ新選組の山本太郎と演説する伊勢崎

## 人物
学生時代は空手を習っていたが、体育会系などの集団行動が大の苦手という旨の発言をしている。
アフガニスタンにいた45歳のときにトランペットを始め、ジャズトランペッターとしても活動している。
MBSの情熱大陸では伊勢崎のことを「紛争解決請負人」と紹介した。

## 社会的活動
- 特定非営利活動法人 日本紛争予防センター理事
- 特定非営利活動法人 『開発と未来工房』理事
- 特定非営利活動法人 難民を助ける会理事
- 早稲田大学国際戦略研究所研究員

## 著書

### 単著
- 『インド・スラム・レポート』（明石書店,1987年）
- 『NGOとは何か――現場からの声』（藤原書店,1997年）
- 『東チモール県知事日記』（藤原書店,2001年）
- 『武装解除――紛争屋が見た世界』（講談社現代新書,2004年）
- 『自衛隊の国際貢献は憲法九条で――国際平和維持軍を統括した男の結論』（かもがわ出版,2008年）
- 『日本の国際協力に武力はどこまで必要か』（高文研,2008年）
- 『さよなら紛争（14歳の世渡り術）』（河出書房新社,2009年）
- 『アフガン戦争を憲法9条と非武装自衛隊で終わらせる』（かもがわ出版,2010年）
- 『国際貢献のウソ』（ちくまプリマー新書,2010年）
- 『紛争屋の外交論――ニッポンの出口戦略』（NHK出版新書,2011年）
- 『日本人は人を殺しに行くのか 戦場からの集団的自衛権入門』（朝日新書,2014年）
- 『本当の戦争の話をしよう: 世界の「対立」を仕切る』（朝日出版社,2015年）
- 『新国防論』 毎日新聞出版、2015年11月
- 『テロリストは日本の「何」を見ているのか』 幻冬舎、幻冬舎新書、2016年10月

### 共著
- （稲田十一・吉田鈴香）『紛争から平和構築へ』（論創社,2003年）
- （ロメオ・ダレール）『ロメオ・ダレール――戦禍なき時代を築く』（日本放送出版協会,2007年）
- （播磨益夫・デズモンド・マロイ・グンナール・レークビィック）『日本の国際協力に武力はどこまで必要か』（高文研,2008年）
- （田中裕二・太田光）『爆笑問題のニッポンの教養 平和は闘いだ 平和構築学』（講談社,2008年）
- （マガジン9条）『伊勢崎賢治の平和構築ゼミ』（大月書店,2009年）
- 吉川元・中村覚（編）『中東の予防外交』 信山社、2012年8月
- （柳澤協二・小池清彦）『「国防軍」 私の懸念 安倍新政権の論点〈1〉』（かもがわ出版,2013年）
- 黒柳徹子ほか『世界を平和にするためのささやかな提案』 河出書房新社、2015年5月
- 浅田次郎ほか『安保法制の落とし穴』 ビジネス社、2015年8月
- 内田樹ほか『現代用語の基礎知識2017』 自由国民社、2016年11月
- 布施祐仁ほか『主権なき平和国家 地位協定の国際比較からみる日本の姿』 集英社クリエイティブ、2017年10月

### 監修
- 『中東編 世界の人びとに聞いた100通りの平和』 かもがわ出版、2015年10月
- 『アメリカ・アフリカ編 世界の人びとに聞いた100通りの平和』 かもがわ出版、2015年11月
- 『アジア編 世界の人びとに聞いた100通りの平和』 かもがわ出版、2016年1月

## 出演

### テレビ番組
- 情熱大陸（毎日放送、2003年12月14日）
- 世界一受けたい授業 - 紛争請負人が見た！戦地の現実 戦争を話し合いで解決する方法！（日本テレビ、2008年11月15日）
- 課外授業 ようこそ先輩 - 武器を持つ？持たない？～紛争解決人 伊勢崎賢治 - （NHK総合、2009年10月4日）
- 日曜討論 『第2部:与野党に問う トランプ政権で日本は』（NHK、2025年2月9日）
- BSフジLIVE プライムニュース
  - 『急展開アフガンで何が　自衛隊機派遣の成果は　現地を知る日本人直撃』（BSフジ、2021年8月30日）
  - 『紛争解決人に聞く停戦　対立の原点と着地点は　緊迫のキエフ情勢詳報』（BSフジ、2022年3月17日）
  - 『紛争請負人が緊急提言　プーチン排除論に異議　停戦の行方を徹底議論』（BSフジ、2023年5月11日、前編・後編）

### ウェブ番組
- エアレボリューション（ニコニコ生放送、2025年1月12日）[12]
- デモクラTV（YouTube）[13]

### 映画
- 戦車闘争（2020年12月公開、ドキュメンタリー映画）[14]

## 選挙歴
| 当落 | 選挙                     | 執行日         | 年齢 | 選挙区           | 政党         | 得票数 | 得票率 | 定数 | 得票順位 /候補者数 | 政党内比例順位 /政党当選者数 |
| ---- | ------------------------ | -------------- | ---- | ---------------- | ------------ | ------ | ------ | ---- | ------------------ | ---------------------------- |
| 落   | 第50回衆議院議員総選挙   | 2024年10月27日 | 67   | 比例東京ブロック | れいわ新選組 | ーー票 | ーー   | 19   | /                  | 3/1                          |
| 当   | 第27回参議院議員通常選挙 | 2025年07月20日 | 68   | 参議院比例区     | れいわ新選組 |        |        | 50   | /12                | 1/3                          |